# 쇼무니
《쇼무니》(ショムニ)는 야스다 히로유키 작의 만화, 및 그것을 원작으로 한 텔레비전 드라마, 극장 영화이다.

## 개요
코단샤의 《모닝》에서 공모 최우수작으로 연재되어, 큰 호응을 얻고 장기 연재되었다. 현재는, 단행본화·문고본화되어 있다. 어떤 상사 회사에 있는, 낙오자 사원을 모은 〈서무 2과(쇼무니카)〉(약칭 〈쇼무니〉, 이것이 타이틀의 유래)에 근무하는 OL들의 인간상을 그린 코미디.
1998년부터 에스미 마키코 주연으로 후지 TV에서 드라마화되었다. 또 동년, 엔도 쿠미코와 타카시마 레이코 주연으로 영화화되었다. 영화판은 비교적 원작에 충실하지만, 드라마판은 스토리 전개와 등장 인물의 직함·캐릭터 설정 등에 큰 변경이 가해지고 있다. 또, 한 화 완결 형식이다. 드라마판의 상세는 《쇼무니 (드라마)》를 참조.
2013년 현재, 판권은 고단샤에서 미디어 팩토리로 옮겨졌다(TV 드라마 《쇼무니 2013》 공식 사이트로부터).

## 등장인물
츠카하라 사와코
본래의 주역.
츠보이 치나츠
쇼무니의 보스.
히무카이 치요
쇼무니의 멤버. 인사부의 음모로 쇼무니를 나온다.
미야시타 카나
쇼무니의 멤버.
토쿠나가 카요코
쇼무니의 멤버.
마루하시 유미코
인사부의 음모로 히무카이 치요 대신 쇼무니에 오게 된다.
우쿄 토모히로
도쿄 대학 졸업의 젊은 엘리트.